# Rosa bella
Rosa bella — вид рослин з родини розових (Rosaceae); поширений у північному й східному Китаї.

## Опис
Кущ заввишки 1–3 м. Гілочки круглі в перерізі, стрункі; колючки розсіяні, прямі або злегка зігнуті, до 1 см, різко звужуються до основи; старі гілки часто густо щетинисті. Листки включно з ніжкою 4–11 см; прилистки широкі, здебільшого прилягають до ніжки; ребро й ніжка голі або мало-запушені, колючі або мало-залозисті й коротко колючі; листочків 7–9, рідше 5, яйцюваті, еліптичні або довгасті, 1–3 × 0.6–2 см, поверхні голі або знизу розсіяно запушені і залозисто-запушені, основа ± округла, край просто зазубрений, верхівка гостра або округло-тупа. Квітка поодинока, або 2 або 3 разом, її діаметр 2–5 см; квітконіжка 5–10 мм; приквітки яйцювато-ланцетні; чашолистків 5, яйцювато-ланцетні; пелюстків 5, рожеві, обернено-яйцюваті. Плоди глибоко-червоні, еліпсоїдно-яйцюваті, діаметром 1–1.5 см, з короткою шийкою на верхівці, залозисті чи ні, зі стійкими чашолистиками.
Період цвітіння: травень — серпень. Період плодоношення: серпень — жовтень.

## Поширення
Поширений у північному й східному Китаї (Хебей, Хенань, Цзілінь, Внутрішня Монголія, Шаньсі).
Населяє чагарники, підніжжя гір, береги потоків; на висотах ≈ 1700 м.

## Використання
З квітів добувають ефірні олії, а з плодів готують варення. І квіти, і плоди використовують у лікувальних цілях.